# 카말라 카울
카말라 카울은 (영어: Kamala Kaul Nerhu ( 1899년 8월 1일 - 1936년 2월 28일)인도의 독립운동가이다. 인도 초대 총리 자와할랄 네루의 부인이자 인디라 간디 총리의 어머니로도 알려져있다.